# كارلوس راينوسو جونيور
كارلوس راينوسو جونيور (بالإسبانية: Carlos Reinoso Jr.)‏ هو لاعب كرة قدم مكسيكي في مركز الوسط، ولد في 8 يوليو 1970 في مدينة مكسيكو في المكسيك. لعب مع نادي كوريكامينوس ‏.